# Cratere Bogle
Bogle è un cratere sulla superficie di Puck.